# 1980 w grach komputerowych

Artykuł opisuje ważne wydarzenia w 1980 roku w branży gier komputerowych. Zobacz też: historia gier komputerowych.

## Wydarzenia
- 28 kwietnia – wydanie pierwszej konsoli z serii Game & Watch

## Wydane gry
- dokładna data wydania nieznana – Akalabeth
- dokładna data wydania nieznana – Mystery House
- dokładna data wydania nieznana – Rogue
- dokładna data wydania nieznana – Tank Battalion
- dokładna data wydania nieznana – Ultima I
- data wydania: 22 maja – Pac-Man